# Kališe (gmina Kamnik)
Kališe – wieś w Słowenii, w gminie Kamnik. W 2018 roku liczyła 57 mieszkańców.